# 아칼리 하누만 싱
아칼리 하누만 싱 또는 아마르 샤히드 바바 하누만 싱으로도 알려져 있는 자테다르 바바 하누만 싱(1755–1846)은 니항 시크교도이며 제7대 붓다 달 자테다르이자 아칼 타크트 자테다르이다. 그는 아칼리 풀라 싱의 후계자였다. 그는 영국에 대항하여 싸운 첫 번째 사람이었다. 그는 1846년 영국과 파티알라국와의 전투에서 순교했다.

## 생애
1755년 11월, 그는 페로즈푸르 지라의 나우랑 싱 왈라 마을에서 가르자 싱과 하남 카우르 사이에서 태어났다. 68세의 나이에 그는 아칼 타크트의 자테다르가 되었다.
시크 제국이 영국에게 패배하자, 제다르는 파티알라 차우니에서 영국에 대항해 니항 시크 군대를 다시 규합하기로 결심했다. 라자 카람 싱은 파티알라의 통치자였고, 다른 말와 왕국은 영국과 동맹을 맺었으며, 니항 시크교도들을 즉시 사살하라는 명령이 엄하게 내려져 있었다. 자테다르 하누만 싱이 파티알라에 도착하자, 라자 카람 싱은 니항 시크교도들을 대포로 공격했고, 많은 니항 시크교도들이 사망했다. 나머지는 근처 숲으로 이동할 수밖에 없었다. 하누만 싱과 500여 명의 니항 전사들은 이 공격에서 살아남았고, 영국군의 거센 대포에 대항하여 검, 활과 화살, 도끼와 성냥불로 계속 싸웠다.
사브라온 전투 이후, 부다 달의 생존자들은 수틀레이강 남쪽의 시스-수틀레이 국가들 사이에서 휴식을 취했다. 하누만 싱은 파티알라국의 통치자인 나린데르 싱의 초대를 받았다.
바바 하누만 싱은 모할리 소하나 전투에서 90세의 나이로 중상을 입고 사망했다. 그의 뒤를 이어 자테다르 바바 파라드 싱 니항 싱이 이었다. 그의 기념비인 구르드와라 싱 사흐단은 소하나에 위치해 있다. 그의 이름을 딴 카바디 아카데미가 소하나에 있다.